# Hamlet (film 2009)
Hamlet è un film per la televisione del 2009 diretto da Gregory Doran, adattamento moderno dell'omonima opera di William Shakespeare, con protagonisti David Tennant e Patrick Stewart.

## Distribuzione
Il film è stato trasmesso da BBC Two il 26 dicembre 2009. In Italia è inedito, eccezion fatta per alcuni spezzoni del film, trasmessi da Rai 5 nel contenitore Shakespeare da scoprire, nell'episodio dedicato ad Amleto e presentato dallo stesso Tennant.